# 裏スクールランブル二学期
『裏スクールランブル二学期』（うらスクールランブルにがっき）は、2006年（平成18年）にマーベラスエンターテイメントから発売されたアニメ「スクールランブル 二学期」のラジオCD三部作のことである。通称「裏ラン」。

## 概要
ラジオ番組形式であり、1枚のCD全体がひとつの番組であるという設定で進められているが、それまでに地上波やインターネット上で放送されたことはない。『スクラン☆お茶会!』や『スクラン二学期 ウィークエンド』の形式を応用した部分があり、両番組でパーソナリティーをつとめた清水香里が本作でも進行役になっている。ただし、定期的に放送されるラジオ番組ではないのでリスナーからの投稿はない。また、毎回『スクールランブル 二学期』のキャストが一人ゲストとして迎えられるほか、原作者の小林尽もディレクター役として登場する。また、本作品にはそれぞれサブタイトルが付けられている。各サブタイトルは以下の通り。
- 第一弾 裏スクールランブル二学期 〜DIE ANOTHER D!〜（8月30日発売）
- 第二弾 裏スクールランブル二学期 〜姫の帰還!〜（11月22日発売）
- 第三弾 裏スクールランブル二学期 〜メガネの聖戦!〜（12月22日発売）

タイトルコールは清水が「裏スクールランブル二学期」、ゲストが「（サブタイトル）」と読み上げる。
なお第一弾はアニメの収録期間中、第二弾・第三弾は収録終了後に撮られたものである。また、CDが発売された時期はいずれも『スクラン二学期 ウィークエンド』が放送中だったため、番組内で当作品（特に第一弾）の清水や小林、あるいはリスナーの感想を聞くことができる。
トーク部分に出演する人間は最高でも5人だが、ドラマやキャラクターソング（後述）を含めると『スクールランブル 二学期』の主だったキャストのほとんどが出演している。
CDのジャケットにはいずれも大きく○の中に裏と描かれている。ただし、その文字の色は毎回異なっている。第一弾が赤色、第二弾が金色、第三弾が虹色。

## 出演者
- 清水香里（高野晶役）：メインパーソナリティー
- 生天目仁美（周防美琴役）：第一弾ゲスト・第二弾以降サブパーソナリティー
- 能登麻美子（塚本八雲役）：第二弾ゲスト・第三弾サブパーソナリティー
- 川田紳司（花井春樹役）：第三弾ゲスト
- 小林尽（原作者）：ディレクター役

## コーナー紹介
- スクランに学ぶ人生、略して、スクラン学!

スクールランブルの作中にも見られる恋愛に関する命題（主にゲストが演じるキャラクターに絡んだもの）を真面目に検証するコーナー。トークの内容はほとんどが現実世界に沿ったものである。最後に検証した結果をゲストに一言でまとめさせるのが定番となっている。
- ラジオドラマ

アニメ本編では起こりえない場面を多く扱ったオリジナルドラマ。全5話。
- 天満と愛理のお料理教室（第一弾）
- 美琴の人生相談1（第一弾）
- 天満のアルバイト（第二弾）
- 晶の野球実況（第三弾）
- 美琴の人生相談2（第三弾）

- （ゲストの名前）に10の質問!!

その会のゲストに清水が間髪を容れずに次々と質問をぶつけていく。10問済んだ段階で終了しそれに関連したトークをはじめる。

## テーマソング
※ オープニングおよびエンディングはアニメと同じである

### オープニング
- せんちめんたるじぇねれ〜しょん

作詞・作曲：つんく / 編曲：鈴木俊介 / 歌：時東ぁみ

### エンディング
- 二人は忘れちゃう♡

作詞：中井雅 / 作曲・編曲：IPPEI / 歌：塚本姉妹（小清水亜美・能登麻美子）

### コーナー間で流された曲
大半が往年のヒット曲を意図的にまねたパロディソングになっており、「スクラン祭りだよ、全員集合!!」でも声優陣からそのことをうかがわせる発言が出ている。

#### 第一弾
- Poka Poka（サラ・アディエマスキャラクターソング）

作詞：Yawming / 作曲・編曲：大森俊之 / 歌：福井裕佳梨
- Never Alone（塚本八雲キャラクターソング）

作詞：相沢志保 / 作曲・編曲：大森俊之 / 歌：能登麻美子
※原曲はMy Little LoverのHello, Again 〜昔からある場所〜
- スクールHEAVEN（塚本天満キャラクターソング）

作詞・作曲・編曲：unicorn table / 歌：小清水亜美
※原曲はフィンガー5の学園天国

#### 第二弾
- Love ∞（周防美琴キャラクターソング）

作詞：相吉志保 / 作曲・編曲：岩戸崇 / 歌：生天目仁美
※原曲はhitomiのLOVE 2000
- ルチャ・ドール（ララ・ゴンザレスキャラクターソング）

作詞：暖簾屋丈 / 作曲・編曲：斉藤茂彦 / 歌：小林ゆう
※原曲は山本リンダの狙いうち
- こころの道（高野晶キャラクターソング）

作曲・編曲：大森俊之 / 作詞・歌：清水香里
※原曲は八代亜紀の舟唄

#### 第三弾
- DEPENDENCE（沢近愛理キャラクターソング）

作詞：相吉志保 / 作曲・編曲：たかはしごう / 歌：堀江由衣・Rap：高橋広樹
※原曲はglobeのDEPARTURES
- チャンス☆だぜ!（播磨拳児キャラクターソング）

作詞：井村光明 / 作曲・編曲：大森俊之 / 歌：高橋広樹
※原曲はウルフルズのガッツだぜ!!
- Love＆Peace

作詞・作曲・編曲：unicorn table / 歌：五條真由美